# ОФГ Русе
ОФГ Русе е дивизия, в която играят отбори от област Русе. Разделена е на източна подгрупа и западна подгрупа. Шампионите на двете групи участват в областен финал, който излъчва участник за баражите за влизане в Североизточна аматьорска футболна лига.

## Източна подгрупа
През сезон 2022/23 в групата участват 6 отбора.

### Отбори 2022/23
- Дунав 2009 (Сливо поле)
- Дунарит (Николово)
- Мартен (Мартен)
- Смирненски (Смирненски)
- Спартак 2000 (Бъзън)
- Юделник (Юделник)

## Западна подгрупа
През сезон 2022/23 в групата участват 10 отбора.

### Отбори 2022/23
- Атлетик (Тръстеник)
- Бенковски (Бяла)
- Ботев 2010 (Копривец)
- Дунав (Батин)
- Левски (Караманово)
- Младост 2010 (Екзарх Йосиф)
- Партизан (Босилковци)
- Филип Тотю 2018 (Две могили)
- Янтра (Долна Студена)
- Янтра (Ценово)